# Домус

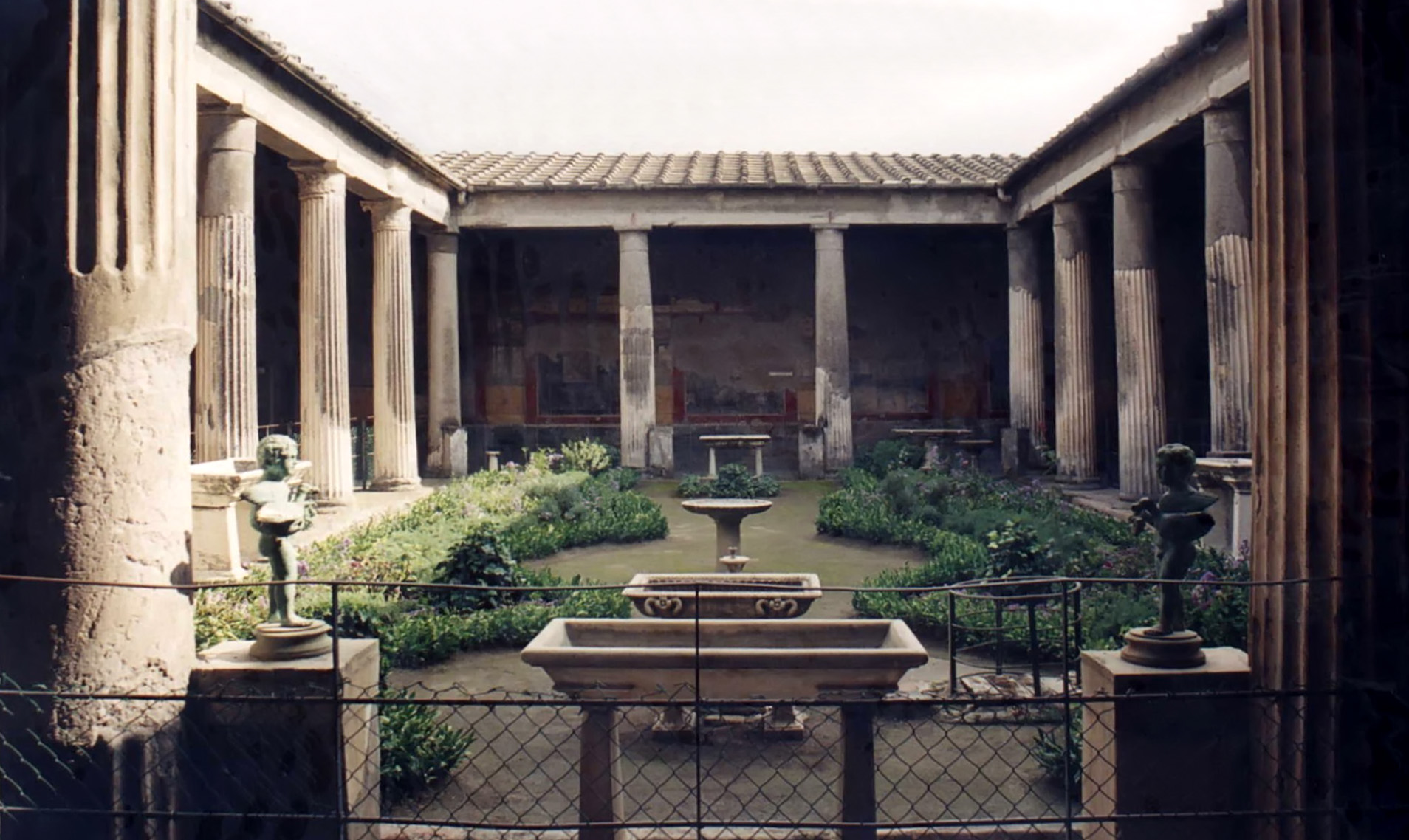
«Дом Веттиев», Помпеи. Внутренний дворик

В Древнем Риме существовало два типа италийского дома:
- домус (лат. domus) — дом-особняк одного рода.
- инсула — многоэтажный городской жилой дом, где живёт множество семей.

Разница между ними в общих чертах такова: «Домус — особняк, в котором живёт одна семья, инсула — многоквартирный дом, заселённый множеством не связанных между собой семей; домус в основе своей одноэтажное строение, инсула — многоэтажное; домус как резиденция одной семьи представляет собой автономное архитектурное целое, имеющее самостоятельные выходы на улицу, в инсуле резиденция каждой семьи несамостоятельна, включена в сложный архитектурный комплекс и не имеет отдельных выходов на улицу; домус типичен для старого республиканского Рима, инсула распространяется преимущественно в эпоху ранней империи».

## Домус

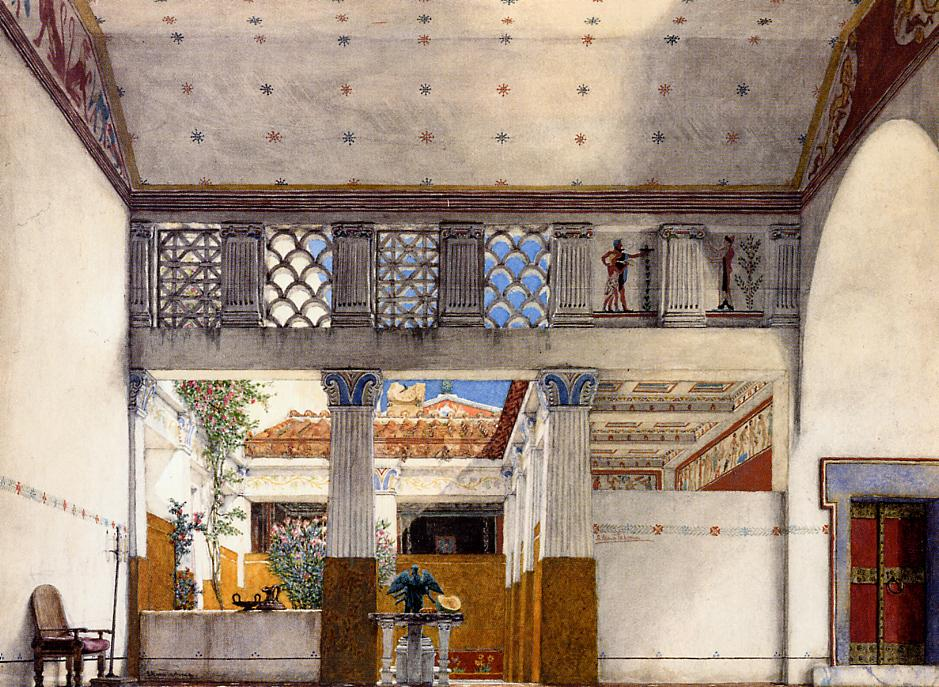
Лоуренс Альма-Тадема. «Интерьер дома Гая Марция»

Италийский городской особняк развился из деревенской усадьбы, собиравшей под одной крышей множество полезных помещений. Ранние италийские особняки представляли собой прямоугольные в плане здания с помещениями, сгруппированными вокруг атриума с небольшим садиком, называемым hortus, в задней части.
Со временем под влиянием греческой архитектуры образовался классический древнеримский особняк. Внутреннее устройство помпейских домов (известны по раскопкам) и римских (восстанавливаются по т. н. Капитолийскому плану) демонстрируют сходные типовые черты.
Это было прямоугольное сооружение, которое тянулось вдоль двора, а на улицу выходило глухими торцевыми стенами: «он представлял собой каменную стену, побеленную известью, прорезанную лишь узкой дверью да, в верхней части, несколькими редко расставленными маленькими окошечками; над стеной виднелась крыша из красных черепиц». Он делился на две части: с одной группой помещений — официальной, группировавшейся вокруг атриума, и второй, семейной — вокруг перистиля (более крупного сада, развившегося из hortus). Два этих крупных помещения были прекрасно приспособлены для средиземноморского климата. Они находились под открытым небом, позволяя свежему воздуху циркулировать в коридорах и комнатах. В отличие от греческого в римском доме все помещения располагаются в стройном порядке по сторонам от главной оси. Лучшие образцы домуса сохранились в Помпеях («Дом Пансы», «Дом Фавна», «Дом Веттиев»).

## Помещения

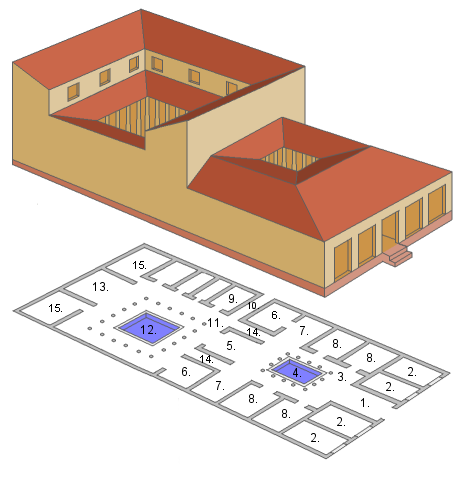
Схема стандартного домуса

План помпейского «Дома Веттиев» использует те же элементы, варьируя их

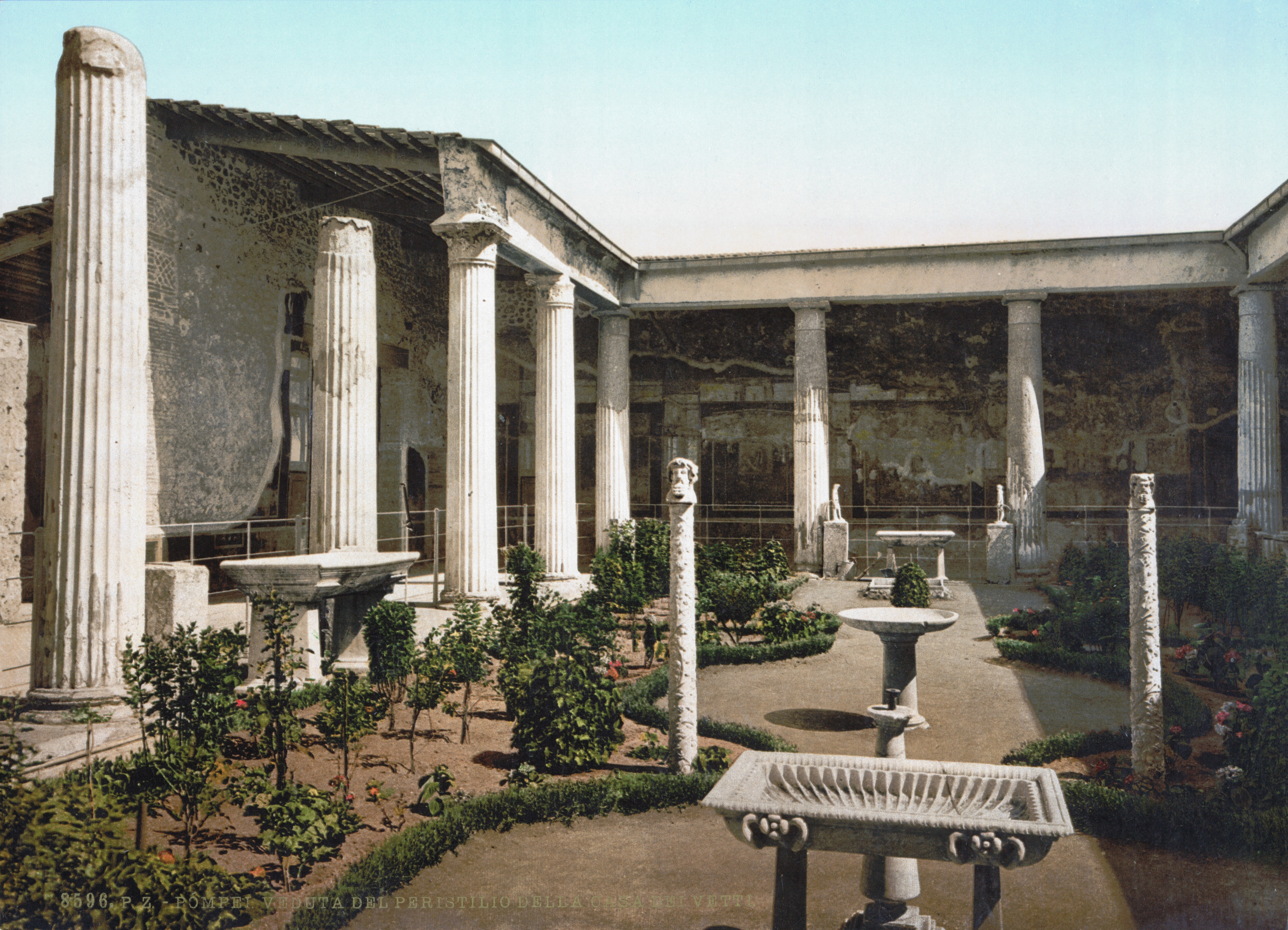
Сохранившийся перистиль «Дома Веттиев»

1. Вестибул (лат. vestibulum) — вход, прихожая, преддверие, площадка между линией фасада и наружной дверью дома, откуда через дверь входили в переднюю
  1. остий (лат. ostium) — передняя.
2. Таберна (лат. taberna, от слова «табула» — доска) — такие комнаты могли примыкать к атриуму, но при этом иметь свой собственный вход снаружи и не иметь прохода внутрь. Обычно их занимали под мастерские, склады или лавки, которые хозяин либо использовал сам, либо — чаще — сдавал внаём. Они использовались как торговые лавки, могли иметь кирпичный прилавок перед входом, и внутри делиться перегородкой ещё на какое-то небольшое внутреннее помещение, а перекрытиями — на два этажа небольшой высоты наподобие антресолей. Верхний этаж звался pergula. Эти помещения были бедными, возможно, в них могли жить бедные и верные клиенты. Также эти помещения могли использоваться как простые склады. Кроме того, в помещениях по бокам от входа могли размещаться конюшни.
3. Атриум (лат. atrium, от ater — «закопчённый», «чёрный», то есть помещение, почерневшее от копоти) — крытый двор со световым колодцем (комплювий) над бассейном (имплювий)[5]. За имплювием, несколько поодаль, складывали очаг с таким расчётом, чтобы огонь не заливало дождевой водой, а дым вытягивало наружу, позднее очаг из этой комнаты исчез. Изначально атриум был местом сна матери семейства. Напротив входа в дом была глубокая ниша для её кровати, смотревшая на атрий с глубокой нишей — lectus adversus («ложе против дверей»). Римляне сохраняли эту нишу как знак святости брака. Ткацкий станок стоял в атрии в старозаветных семьях до конца республики. Здесь хранились ценности рода: тяжёлый сундук с семейными ценностями (денежный ящик), стол типа жертвенника (картибул; Варрон вспоминал, что в его детстве они ещё встречались), и шкаф (ниши) для хранения восковых масок (imagines) и бюстов предков, а также изображений добрых духов-покровителей — ларов и пенатов (позже отдельное святилище — ларарий). Затем атриум превратился в публичную, приёмную часть дома, парадный зал. Был наиболее богато обставленной частью дома. Сохранившиеся карнизные кольца свидетельствуют, что этот зал делили в случае необходимости занавесями и портьерами на отдельные пространства. Существовали различные типы атриума[6]:
  1. atrium tuscanium («этрусский») — без колонн. Отверстие в кровле образовывалось только стропилами. Хотя строить такую систему было дорого, судя по всему, это был наиболее распространённый тип атриума в империи
  2. atrium tetrastylum («четырёхколонный») — четыре колонны, по одной на каждом угле имплювия
  3. atrium corinthium («коринфский») — сходен с предыдущим, но комплювий больше по размеру, и количество колонн увеличивается до 12-16
  4. atrium displuviatum (дословно «имеющий сток для дождевой воды») — размер комплювия очень сокращён, благодаря чему он представляет собой узкую щель, а наклон кровли устроен так, чтобы дождевая вода стекала с неё наружу
  5. atrium testudinatum («сводчатый»)
4. Имплювий (лат. impluvium — дословно: «водосток») — водоем в атриуме, куда собиралась дождевая вода через световой колодец (комплювий). Под имплювием устраивалась цистерна для хранения запасов воды, оттуда доставали воду через отверстие, окруженное оградой из камней наподобие обычного колодца. Летом, по-видимому, над комплювием растягивалась горизонтально ткань над отверстием крыши. Она защищала атриум от палящего солнца, и называлась velum.
5. Таблинум (лат. tablinum, tabulinum, дословно: «архив, деревянная галерея, терраса») — кабинет хозяина, где он хранил деловые бумаги, семейный архив, официальные документы, семейные записи (tabulae) и портреты предков (imagines). Был большой комнатой — приёмной, расположенной между атриумом и перестилем. Как правило, не имел дверей к атриуму, только занавеску или парапет, а от перестиля мог отгораживаться деревянными экранами или дверьми. «Главную роль мебели этой комнаты составлял большой сундук, металлический или деревянный, обитый металлическими пластинками и большими гвоздями; он стоял всегда по правую сторону у стены или пилястра и был крепко заперт и запечатан»[4].
6. Триклиний (лат. triclinium) — пиршественный зал, столовая, была выделена в отдельную комнату под влиянием греческой традиции. Римляне ели, возлежа на ложах (лектус триклиниарис). В доме могло быть несколько триклиниев. В триклиниях как правило располагалось три ложа буквой П; если их было два, это называлось биклиний.
7. Крылья, ала (лат. ala, мн. ч. alae) — открытые помещения по бокам от таблинума, иногда там ставили изображения предков, Лары, делали полки, ставили шкафы, помещения служили для демонстраций богатства дома. Дверей нет. Точное назначение неясно, скорее всего, включались в планировку для соблюдения традиции, а не с конкретной целью.
8. Кубикулы (лат. cubiculum) — спальня, несколько таких помещений окружали атриум и перистиль[7]. Для римлян были менее важными, чем прочие комнаты дома, их потолки были сводчатыми и более низкими. На мозаичном полу могло быть обозначено рисунком, куда ставить кровать. Иногда перед спальней мог быть устроен маленький предбанник, называвшийся procoeton, где спал личный слуга.
9. Кукина или коквина (лат. cucina) — кухня. К кухне примыкали различные службы: прачечная, пекарня, помещения для винного и масленного прессов, лестницы, ведущие в комнаты рабов, кладовые и амбары. Могла выноситься за пределы основного прямоугольника плана здания.
10. Posticum — вход для слуг.
11. Перистиль (peristylium, также каведий) — открытый внутренний двор для личной жизни семьи. Окружен колоннами, поддерживающими крышу. В перистиле обычно находилось помещение для домашних богов — ларарий (lararium) или сакрарий (sacrarium), впрочем, их местоположение могло варьироваться.
12. Писцина (лат. piscina) — водоем в перистиле, фонтан — водоем с водометом (иногда несколько разнообразных сложных фонтанов[8]). Также в перистиле устраивался садик — виридарий, ставились статуи, стены расписывались фресками. Помещения или части помещений с фонтанами римлянами также назывались нимфей. «Потайные» сады с портиками назывались ксист. Канал назывался эврип.
13. Экседра (лат. exhedra) — гостиная, помещение по главной оси дома, продолжавшее перистиль той же пропорции, что и таблинум. Зала для приёма гостей. Служила столовой в летний сезон.
14. Фауцы (fauces, andron) — коридоры, которые соединяли атриум и перестиль.
15. Экус (лат. oecus) — гостиная. В случае, если она украшалась колоннами, её называли oecus corinthium.
16. Балинея  — баня. Составные части роскошных терм: аподитерий, тепидарий, кальдарий, фригидарий, бассейн для плавания, палестра (см. Термы).
17. Пинакотека (картинная галерея) и библиотека — могли располагаться в помещениях вокруг перистиля.

## Второй этаж
Особняк «расстилался» на земле обычно только на уровне первого этажа, хотя несколько дополнительных помещений могли подниматься и на второй. Такой дом не имел наружных окон в основном этаже. Жилой аттик домуса обычно имел выход как на первый этаж, так и на балкон, расположенный по фасаду и в ряде случаев продолжавшийся на фасад соседнего дома. Комнаты верхнего этажа назывались coenacula. В этих комнатах спали рабы, иногда их отдавали жильцам.
«Второй этаж строился обычно над перистилем, а при возможности — и над атриумом; он был с плоской крышей, на которой часто размещали небольшой солариум (садик, терраса); там же были пергулы или мэниании (пристройки, выдающиеся как крытые балконы). В комнатах второго этажа устраивались спальни для членов семьи и прислуги, а также столовые, отсюда другое их название — ценакулум». Балконы назывались по-латински «менианы» по имени Мения, консула 318 года до н. э..
«Верхний этаж устраивался иногда над постройками перистиля, реже над атрием и заключал в себе разные жилые помещения. Иногда он в виде крытого балкона далеко выступал на улицу над нижним этажом. Имел обычно плоскую крышу, которая нередко была украшена цветами или деревьями, насаженными в горшках или в насыпанной здесь земле».

## Материалы и детали
«Техническое устройство богатого дома было следующим: крыша в виде настила керамических черепиц на каркасе из деревянных брусьев; могла быть плоской, двускатной, четырёхскатной); окна — небольшие, в основном, на втором этаже, с плотным деревянным переплетом, покрытые слоем слюды; стены — покрытые штукатуркой и побелкой, украшенные фресками, пол — утрамбованный слой земли, покрытый каменными плитами, украшенный мозаикой. Двери были двустворчатые, украшенные накладками из металла и других материалов; к ним прикреплялся маллей (дверная колотушка) и различные засовы (вертикальные, по одному за каждую половинку дверей, горизонтальные), а иногда и репагулы (бронзовые или железные замки; в Помпеях сохранились сами замки и ключи к ним очень сложной формы) (…) Отапливался дом первоначально только посредством очага, затем в средней и северной Италии начинают использовать небольшие переносные фокусы (печки с горячими углями, не дававшими дыма; использовались также для подогревания пищи, которую ставили на угли через боковую дверцу). В некоторых домах сооружают специальный дымоход, выводящий дым от очага. В императорскую эпоху получило распространение отопление частных домов посредством гипокауст, устроенных в подвальном этаже, из которых горячий воздух, проходя по керамическим трубам, нагревал пол и стены. В римских домах первоначально был простой деревянный потолок. С развитием роскоши его стали делать с кассетонами (квадратными углублениями, образованными крестообразно положенными балками), украшенными резьбой по дереву и инкрустацией золотом и слоновой костью. Потолок в триклинии мог быть раздвижным, через отверстие которого спускался обруч с подарками для пирующих. (…) Стены римских домов, построенные из кирпича, в зависимости от достатка, штукатурили известковым раствором и белили, отделывали мраморными плитами или украшали росписями. (…) В домах на первом этаже пол мог быть покрыт: утрамбованной глиной, глиной с битым кирпичом, кирпичом, мраморной плиткой, мозаикой».

## Количество и площадь

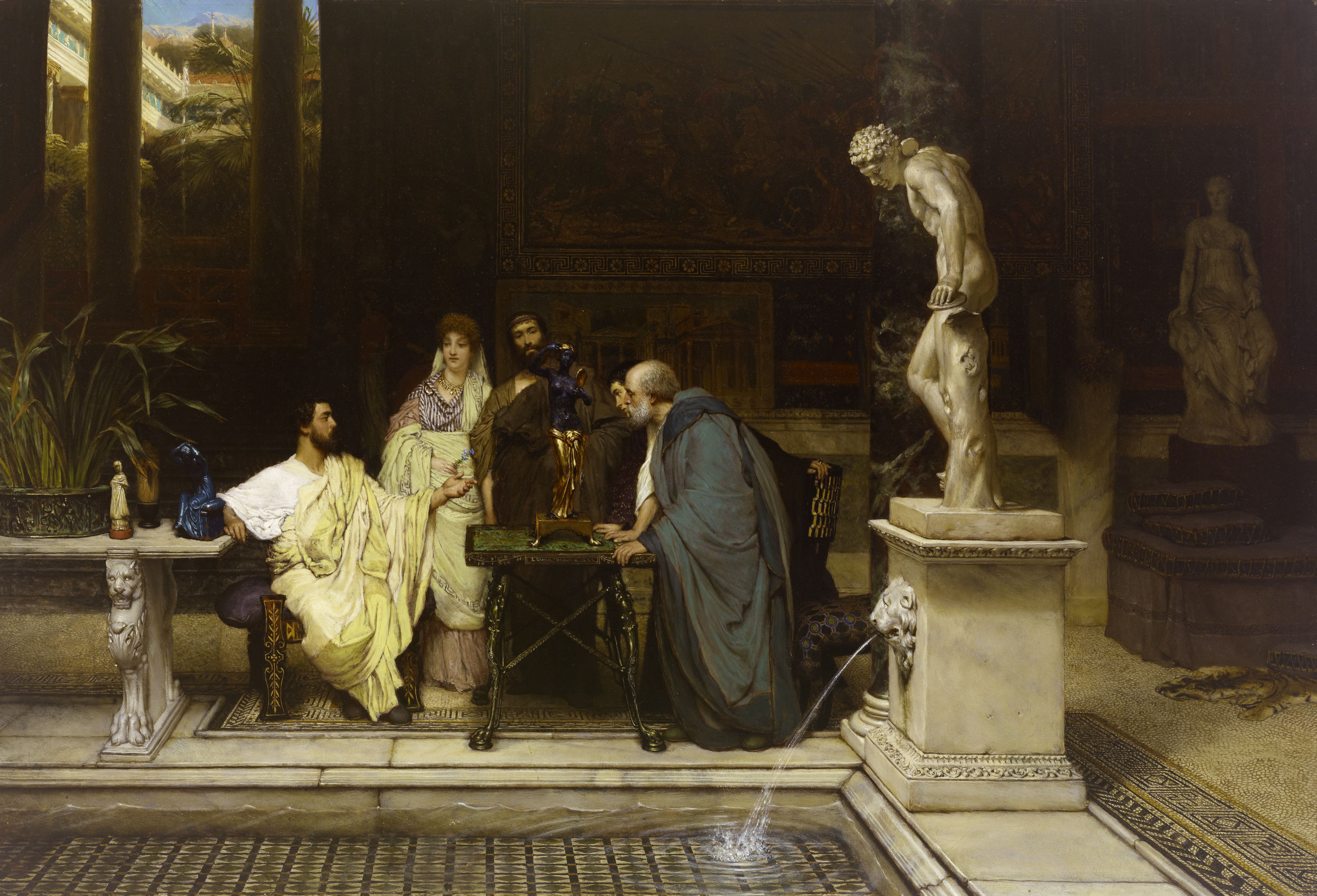
Лоуренс Альма-Тадема. «Римский коллекционер»

«Особняков сравнительно с общим количеством домов было немного; по статистическим данным, от эпохи Константина Великого их имелось во всех четырнадцати районах столицы только 1790, тогда как инсул было 46 602».
«Остатки старинного плана дают нам, однако, возможность судить о размерах этих особняков: одни из них занимают площадь около 400 м², другие — 700 или около 900 м², но есть и такие, которые раскинулись на 1500 м², а то и больше». Объясняя Спарсу, почему он так часто уезжает в свою маленькую виллу под Римом («в Риме бедняку невозможно ни думать, ни спать»), Марциал пишет: «Ты, Спарс, этого не знаешь и не можешь знать, наслаждаясь жизнью во дворце, плоская крыша которого выше окружающих холмов. У тебя в Риме деревня, живёт в Риме твой виноградарь, и на Фалернской горе урожай винограда не бывает больше. Ты можешь прокатиться на лошадях по своей усадьбе. Ты спишь в глубине своего жилья; ничья болтовня не нарушает твоего покоя; ты пробуждаешься от дневного света тогда, когда пожелаешь его впустить» (XII. 57). Сенека поминает дома, которые «занимают пространство, превосходящее площадь больших городов» (de ben. VII. 10. 5).